# 聖菜
聖菜（せいな、1994年5月23日 - ）は、日本の元女子プロレスラー。妹はプロレスラーの里歩。

## 所属
- 我闘姑娘（2006年 - 2007年）
- アイスリボン（2007年3月1日 - 2011年12月25日）

## 経歴
2006年
- 6月4日、我闘姑娘、東京・新木場1stRING大会、対みなみ飛香戦でデビュー。この試合では、アイアンマンヘビーメタル級選手権試合となった。
- 9月24日、東京・新木場1stRINGにおいて、石井美紀と対戦。フェイスロックで敗れる。

2007年
- 3月1日、同日付でアイスリボンへ移籍。

2008年
- 11月15日、新木場1stRING大会並びに12月23日北沢タウンホール大会でのICE×60王座初代王者決定トーナメントに出場し優勝、自身初タイトルを獲得。その席で、初防衛戦の相手に市来貴代子を指名し、承諾された。

2009年
- 1月18日、北沢タウンホール大会、12月大会での指名受諾を受けてのICE×60選手権試合で初防衛に失敗。市来貴代子に王座を奪われた。
- 9月23日、板橋グリーンホール大会、高校受験の為、この大会をもって一時休業となる。

2010年
- 3月6日、高校受験合格と共に、復帰をアナウンス。

2011年
- 4月24日、10代主催興行「Teens -開校記念日-」（代表・みなみ飛香）にレフェリーとして限定的に参戦した。
- 11月30日、アイスリボン蕨道場マッチに登場し「大学進学を考えているのでプロレス卒業を決めた」と引退を発表。引退試合は12月25日、後楽園ホール大会に決定。また同時に引退を発表した牧場みのりがこの試合のレフェリーとなることも合わせて発表された。
- 12月3日、未定だった引退試合の対戦相手が、「聖菜の最後の相手がしたい」と立候補した実の妹・りほに決定した。
- 12月16日、19時女子プロレスでさくらえみとの3分間のエキシビションマッチを行い復帰する。その日の試合後「明日も試合に出たくなっちゃった」と発言、すぐに翌日の道場マッチの参戦が決まる。
- 12月25日、りほを相手に引退試合を行う。憧れのレスラーだった松尾永遠のコスチュームを着用して望むが、エビ固めで敗れる。その後、引退セレモニーの中でみなみ飛香に3分1本勝負のシングルマッチを申し込まれ戦うが、残り5秒でブロックバスターホールドで敗れる。セレモニーではSMASHに移籍していた真琴を含む同期5人がリングに上がり「さくらえびちゅ」を踊った。

2012年
- 3月3日、この日に再開される「Teens」でリングアナウンサー（前任はSUNAHO（SMASH）だったが産休）を務めた。

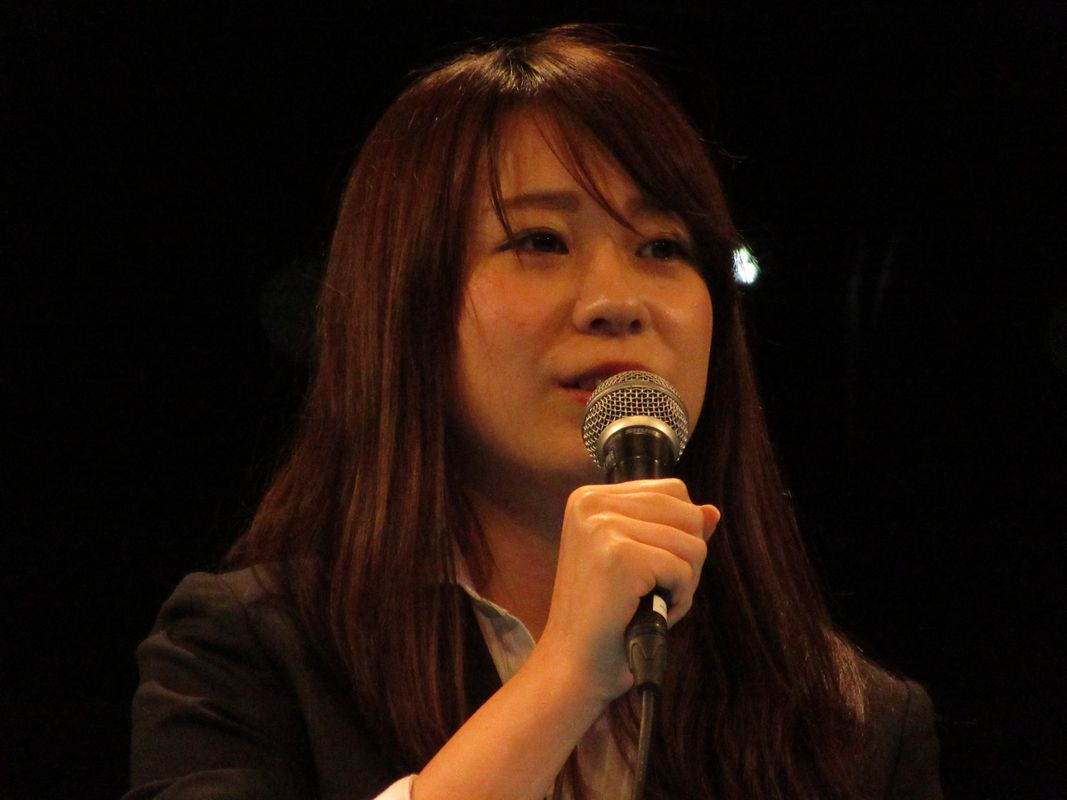
リングアナウンサー・聖菜（2016年）

- 9月30日、11月4日に行われる我闘雲舞板橋グリーンホール大会でリングアナウンサーを務めることをさくらえみがTwitterで発表。
- 11月4日、我闘雲舞板橋大会でリングアナウンサーを務める。

以降、我闘雲舞のリングでの大会限定でリングアナウンサー、市ヶ谷大会でのレフェリー等を務める他、我闘雲舞ライブへの参加や自身のポートレートなどの販売なども行われている。

## 得意技
- フロント・ネックロック
- スイングDDT（壁やリングロープを利用することもある）
- ダイビングフットスタンプ（市来貴代子を意識して使用）
- スープレックスはるか（改良型フィッシャーマンズ・スープレックス・ホールド 松尾永遠から名を取った）

## タイトル歴
- ICE×60王座（2008年12月23日獲得）

## メディア出演
- 手紙バラエティ 三丁目のポスト（2007年10月22日（10月7日市ヶ谷大会） テレビ東京系列）
- 筋肉美女-Muscle Venus（2008年4月-6月、テレビ埼玉）